# E invece
E invece è un singolo del cantante e rapper italiano Anastasio, pubblicato il 25 febbraio 2022 come secondo estratto dal secondo album in studio Mielemedicina.

## Descrizione
Il brano è stato concepito dall'artista come un ideale seguito del suo precedente singolo Rosso di rabbia, con il quale aveva partecipato al Festival di Sanremo nel 2020, recuperando il tema della bomba inesplosa. Ha inoltre commentato: «per fare il rivoluzionario nella società d'intrattenimento alla fine devi intrattenere. Se nessuno fa davvero sul serio allora facendo sul serio tu non arriverai da nessuna parte».